# Arctostaphylos moranii
Arctostaphylos moranii är en ljungväxtart som beskrevs av Philipp Vincent Wells. Arctostaphylos moranii ingår i släktet mjölonsläktet, och familjen ljungväxter. Inga underarter finns listade i Catalogue of Life.